# Camrose County
Camrose County ist einer der 63 „municipal district“ in Alberta, Kanada. Der Verwaltungsbezirk liegt in der Region Zentral-Alberta und gehört zur „Census Division 10“. Er hat seinen Verwaltungssitz in Camrose und wurde am 23. Dezember 1912 eingerichtet (incorporated als „Local Improvement District No. 427“).
Der Verwaltungsbezirk ist für die kommunale Selbstverwaltung in den ländlichen Gebieten sowie den nicht rechtsfähigen Gemeinden, wie Dörfern und Weilern und ähnlichem, zuständig. Für die Verwaltung der Städte (City) und Kleinstädte (Town) in seinen Gebietsgrenzen ist er nicht zuständig.

## Lage
Der „Municipal District“ liegt im Zentrum in der kanadischen Provinz Alberta südlich von Edmonton.
Der nördliche Teil des Bezirks, um den Miquelon Lake ist Pufferfläche („Transition zone“) des Biosphärenreservat Beaver Hills, einem fast 1600 km² großen Biosphärenreservat der UNESCO. Der am Miquelon Lake gelegene Miquelon Lake Provincial Park ist „Core zone“ des Biosphärenreservates. 
| Leduc County                              |                                             | Beaver County    |
| County of Wetaskiwin No. 10 Ponoka County | Kompassrose, die auf Nachbargemeinden zeigt |                  |
| Lacombe County                            | County of Stettler No. 6                    | Flagstaff County |

## Bevölkerung
| Jahr | Erhebung          | Einwohner | Änderung | Fläche (km²) | Bev.-dichte (EW/km²) |
| ---- | ----------------- | --------- | -------- | ------------ | -------------------- |
| 2016 | Volkszählung 2016 | 8458      | + 5,7 %  | 3324,21      | 2,5                  |
| 2011 | Volkszählung 2011 | 7721      | + 8,0 %  | 3320,61      | 2,3                  |

## Gemeinden und Ortschaften
Folgende Gemeinden liegen innerhalb der Grenzen des Verwaltungsbezirks:
- Stadt (City): Camrose
- Kleinstadt (Town): Bashaw
- Dorf (Village): Bawlf, Bittern Lake, Edberg, Hay Lakes, Rosalind
- Weiler (Hamlet): Armena, Duhamel, Ferintosh, Kelsey, Kingman, Meeting Creek, New Norway, Ohaton, Pelican Point, Round Hill, Tillicum Beach

Außerdem bestehen noch weitere, noch kleinere Ansiedlungen wie beispielsweise Sommerdörfer.